# 沢井美優
沢井 美優（さわい みゆう、1987年10月23日 - ）は、日本の女優、声優、タレント、ファッションモデル、元グラビアアイドル。ボックスコーポレーション所属。
神奈川県横浜市出身。日出高等学校卒業。夫はお笑いコンビ・ティモンディの高岸宏行。

## 略歴
小学生時代からスポーツはずっとバスケットボールに専念、中学生時代はバスケットボール部のキャプテンを務めていた。
2001年3月頃、横浜市内で母親と一緒に居た所を現所属事務所のマネージャーにスカウトされる。元々当人は小さい頃からドラマが好きで、自分自身『家なき子』（日本テレビ系）に感動したこともあって、自分も演技をしてみたいと思って事務所入りを決め、2001年9月4日に13歳で芸能界デビューを果たす。当初はアイドルとして活動していた。元『ラブベリー』専属モデル。
2003年から2004年に放送された実写ドラマ版『美少女戦士セーラームーン』にて、月野うさぎ / セーラームーン役で主演を務めた。当作品で共演した他のセーラー戦士を演じた女優らとは仲がよく現在も交流があり、5人のそれぞれの誕生日などに「戦士会」と呼ばれる同窓会を開いているとのこと。
2008年4月よりNHK教育テレビ『テレビでフランス語』の生徒役を務めた。
3歳年上の姉がいる。
2021年よりmee.名義で絵を描き始め展示会に出展している。
2022年1月26日よりYouTubeチャンネル「沢井美優ちゅーぶ - MIYUU SAWAI Official Channel-」を始める。
2022年2月11日よりTikTok「沢井美優 -Miyuu Sawai-」を始める。
2022年4月1日からHABETにて電子アートの販売を開始（不定期）。
2022年10月22日、お笑いコンビ・ティモンディの高岸宏行との結婚を発表。テレビで高岸を観て一目ぼれしたことで、それまで行ったことないお笑いライブにティモンディ目当てで行くようになり、何回か通っているうちにお互いのマネジャー同士が知り合いだったことで、連絡先を教えてもらい交際が始まったという。
2024年11月13日、自身のインスタグラムで第一子を出産した事を公表した。

## 出演
太字はメインキャラクター。

### テレビドラマ
- キッズ・ウォー5 〜ざけんなよ〜（2003年、CBC） - 木村陽子 役
- 美少女戦士セーラームーン（2003年 - 2004年、CBC） -  月野うさぎ / セーラームーン 役
- 女刑事みずき〜京都洛西署物語〜 第1話（2005年、テレビ朝日） - 近藤マキ 役
- 拝み屋横丁顛末記 第4話（2006年、テレビ朝日） - 吉永里加子 役
- 素浪人 月影兵庫 第2話（2007年、テレビ朝日） - お奈津 役
- 月曜ゴールデン特別企画 おふくろ先生のゆうばり診療日記（2008年2月25日、TBS） - 平井歩美 役
- トミカヒーロー レスキューフォース（2008年7月26日、テレビ東京） - 神田茜 役
- キャットストリート（2008年9月11日、NHK）
- Cafe吉祥寺で（2008年、テレビ東京） - 由紀 役
- 新・警視庁捜査一課9係 season2 第5話（2010年7月28日、テレビ朝日） - 北原明日香 役
- 月曜ゴールデン・警視庁心理捜査官・明日香（2011年2月28日、TBS） - 三枝由加 役
- 家政婦のミタ 第1・7話（2011年10月12日・11月23日、日本テレビ） - みさわ幼稚園 保育士 役
- ABC創立60周年記念スペシャルドラマ・境遇（2011年12月3日、朝日放送）
- 相棒 season10 第10話（2012年1月1日、テレビ朝日） - 平野秋穂 役
- ラッキーセブン 第3回（2012年1月30日、フジテレビ）
- ハンチョウ〜警視庁安積班〜 第8話（2012年5月28日、TBS） - 奥村加奈子 役
- 土曜ワイド劇場・はみだし弁護士・巽志郎12（2012年10月20日、朝日放送） - メグミ 役
- 月曜ゴールデン・女医・早乙女美砂「ガラスの階段」（2013年2月4日、TBS）
- 土曜ワイド劇場・100の資格を持つ女7（2013年6月15日、朝日放送） - 玲子 役
- 高梨さん 第15話、第17話（2013年7月8日、22日、NHKワンセグ2・Eテレ） - ヨンミ 役
- 土曜ワイド劇場・西村京太郎トラベルミステリー60「秩父SL・3月23日の証言〜大逆転法廷!!」（2013年7月13日、テレビ朝日）
- 仮面ライダーウィザード 第47話、第48話、第51話（2013年8月11日、18日、9月15日、テレビ朝日） - 山本亜矢 役
- 月曜ゴールデン・釣り刑事3（2013年9月30日、TBS） - 沖田はるか 役
- 月曜ゴールデン・霧氷〜イソベン・里村タマミの事件簿〜（2013年10月21日、TBS）
- 天国の恋（2013年10月28日 - 12月27日、東海テレビ） - 海老原梢 役
- 月曜ゴールデン・捜査指揮官 水城さや2（2014年1月6日、TBS） - 石原法子 役
- 土曜ワイド劇場・おとり捜査官・北見志穂18（2014年4月5日、テレビ朝日） - 西条弥生 役
- ラスト・ドクター〜監察医アキタの検死報告〜（2014年7月 - 9月、テレビ東京） - 綾香 役
- 土曜ワイド劇場・福原警部5（2014年9月20日、テレビ朝日） - まり子 役
- ディア・シスター 第1話（2014年10月16日、フジテレビ） - 梨央 役
- ドラマスペシャル・緊急取調室（2015年9月27日、テレビ朝日） - 保母 役
- 早子先生、結婚するって本当ですか? 第7話（2016年6月2日、フジテレビ） - 香川さんの元カノ 役
- 家政夫のミタゾノ 第6話（2016年11月25日、テレビ朝日） - 女優の涼子 役
- 大貧乏 第4話（2017年1月29日、フジテレビ） - 亜香里 役
- 警視庁・捜査一課長（テレビ朝日）
  - season2 第9話（2017年6月15日） - 宇和沙月 役
  - 2020 第2話（2020年4月16日） - 藤谷友梨 役
- あなたのことはそれほど 第10話（2017年6月20日、TBS） - 主人公 渡辺涼太の同僚 役
- 黒革の手帖 第2話、第3話（2017年7月27日、8月3日、テレビ朝日） - 楢林クリニック受付 坂本 役
- 仮面ライダーエグゼイド 第42 - 44話（2017年8月6日 - 20日、テレビ朝日） - 鈴木塔子 役
- 西村京太郎トラベルミステリー68～山形・陸羽西線に消えた女〜（2017年9月20日、テレビ朝日） - 山岸ミユキ 役
- BORDER 贖罪 ドラマスペシャル（2017年10月29日、テレビ朝日） - 光岡 役
- 特捜9（テレビ朝日）
  - season1 第4話（2018年5月2日） - グループホーム介護福祉士 対馬遥香 役
  - season6 第3話（2023年4月19日） - 川崎留美 役[12]
- 科捜研の女 SEASON18 最終話（2018年12月13日、テレビ朝日） - 矢吹真由 役
- 家売るオンナの逆襲 第3話（2019年1月23日、日本テレビ） - 真島みどり 役
- 騎士竜戦隊リュウソウジャー 第1話、第21話、第22話 （2019年3月17日、8月11日、18日、テレビ朝日） - マスターピンク 役[13]
- インハンド 第8話（2019年5月31日、TBS） - キガシマホールディングスの社長秘書 役
- 世にも奇妙な物語（フジテレビ）
  - 世にも奇妙な物語 '19雨の特別編 「人間の種」（2019年6月8日） - 主人公 春田緑の友人 玲子 役
  - 世にも奇妙な物語 '20夏の特別編 「3つの願い」（2020年7月11日） - 主人公 若林和也の妻 若林貴美子 役[14]
- G線上のあなたと私 第1話（2019年10月15日、TBS） - 小暮也映子の元同僚のOL 役
- ドラマスペシャル 私刑人〜正義の証明（2020年2月9日、テレビ朝日） - 龍岡美香 役[15]
- 未解決の女 警視庁文書捜査官 Season2 第3話（2020年8月20日、テレビ朝日） - 上原望 役[16]
- 35歳の少女 第6話、第9話、第10話（2020年11月14日、12月5日、12月12日、日本テレビ） - 保険の相談をする女性、登校拒否児童の母親 三山 役
- 今野敏サスペンス 警視庁強行犯係 樋口顕 第3話（2021年1月29日、テレビ東京） - 水島尚子 役
- 連続ドラマW 雨に消えた向日葵（2022年7月24日 - 8月21日、WOWOW） - 東都テレビのディレクター 浅見多恵 役[17][18]
- 夫婦円満レシピ〜交換しない?一晩だけ〜 第1話、第8話、第9話、第11話（2022年10月5日、11月23日、30日、12月14日、テレビ東京） - 押田花 役
- 「報道の日2022」コロナ重症化の妊婦　奇跡の出産～母親の退院を支えた医療スタッフと家族の絆～（2022年12月18日、TBS） - 横山夏美 役
- 帰ってきたぞよ!コタローは1人暮らし 第1話（2023年4月15日、テレビ朝日） - はるか 役
- シッコウ!!〜犬と私と執行官〜 第6話（2023年8月15日、テレビ朝日） - 鶴瀬芽衣 役
- 紅さすライフ 第5話、第6話（2023年8月21日・28日、日本テレビ） - +cosme in 東京本店のOL 高木 役
- 憑きそい 第8話（2023年9月6日、フジテレビ） - 聡子 役
- ゼイチョー〜「払えない」にはワケがある〜 第1話・第2話（2023年10月14日・21日、日本テレビ） - 百目鬼麻子 役
- ガラスの城（2024年1月4日、テレビ朝日） - 富崎玲子 役[19]
- くるり〜誰が私と恋をした?〜 第1話（2024年4月9日、TBS） - 主人公 緒方まことの同僚 役
- 満タサレズ、止メラレズ 第4話、第10話、第12話～第24話（2024年6月23日 - 、朝日放送テレビ、BUMP（第12話～第24話（「アルコール依存」第1話～第13話）（主役）は2024年10月2日、朝日放送テレビ[20]）) - 富永陽子 役[21][22]
- 未来の私にブッかまされる!? 第6回・第14回・第22回（2024年10月15日・29日・11月12日、NHK） - 水野 役[23]

### テレビ番組
- セーラー戦士 20年目の同窓会（2023年12月25日、CBCテレビ）

### ウェブドラマ
- 仮面ライダーアマゾンズ 第9・12・13話（2016年4月配信開始、Amazonプライム・ビデオ） - ミカ / ハチアマゾン 役
- アクアガールズ 第1 - 3話（2020年4月14日 - 27日、YouTube WORLD Fashion Channel） - 池上泰子 役
- 騎士竜戦隊リュウソウジャー THE LEGACY OF The Master's Soul（2021年10月17日、東映特撮ファンクラブ） - 主人公 マスターピンク 役（黄川田雅哉、渋江譲二とトリプル主演）[24]

### 映画
- チェーン 連鎖呪殺（2005年） - サキ 役
- 絶対恐怖 Booth ブース（2005年） - みーな 役
- 少林少女（2008年） - 金川美優 役
- 仮面ライダー×仮面ライダー W&ディケイド MOVIE大戦2010（2009年） - 睦月恵理香 役
- SPACE BATTLESHIP ヤマト（2010年） - 東田 役
- オールド・シネマ・ヘル（2020年、ショートフィルム） -  映画館で働く女性 役
- ゴースト～試煉の道 ENDLESS～（2020年11月7日、8日、渋谷ユーロライブにて上映会＆舞台挨拶） - 吉田朱美 役
- KATACHI（2022年10月16日、TOHOシネマズ六本木ヒルズにて上映会＆舞台挨拶） - 智の養母 浩子 役
- 右へいってしまった人（2023年12月1日） - 真美 役[25][26]。

### 舞台
- 眠れる森の美女（2006年7月22日 - 30日、三越劇場 / 地方公演：2006年8月5日 - 9月18日、2007年7月26日 - 9月27日、2010年11月27日） - 料理番の娘 役
- 白雪姫（2010年7月17日 - 25日、三越劇場 / 地方公演：2010年7月27日 - 10月6日、2011年7月24日 - 9月24日） - 白雪姫 役
- IMAGINE9.11（2010年9月10日 - 12日、博品館劇場） - マリー 役
- ゆめゆめこのじ（2010年12月9日 - 26日、笹塚ファクトリー） - 秋雪 役
- トライフルエンターテインメントプロデュース「keep out!〜勝手にアジトにしないで下さい〜」（2011年6月1日 - 5日、シアターサンモール / 6月11日・12日、テレピア） - 白石友香 役
- 悲しき天使（2012年2月2日 - 5日、シアターグリーンBIG TREE THEATER） - 小百合 役
- 一騎当千（2012年11月3日 - 12月9日、博品館劇場） - 呂蒙子明 役
- おれの舞台（2013年4月13日 - 21日、あうるすぽっと） - 林恵子 役
- ちゃんちゃんちゃんこ鍋（2013年5月6日 - 12日、相鉄本多劇場） - 藤島田恵子 役
- 博士と太郎の異常な愛情2013（2013年7月24日 - 30日、俳優座劇場） - 田所イサキ 役
- ミステリーステージ 名探偵コナン 〜殺意の開演ベル〜（2014年6月4日 - 15日、紀伊國屋サザンシアター / 6月20日 - 22日、松下IMPホール） - 鷹島みのり 役
- 天地流転（2014年8月20日 - 24日、シアターモリエール） - レイリ 役
- 恋するアンチヒーロー（2015年5月8日 - 17日、サンモールスタジオ） - 菜々 役
- 宮本武蔵外伝〜我が宿敵は女子高生成り〜（2016年3月18日 - 21日、三越劇場） - 本田八子 役
- オタッカーズ・ハイ（2016年6月7日 - 19日、下北沢 小劇場B1） - 堤 役
- 森の石松外伝6・石松と祓い屋団十郎（2016年10月22日 - 30日、俳優座劇場） - お雪 役
- 野良女（2017年4月5日 - 9日、新宿シアターサンモール） - 佐藤朝日 役
- ハッピーハードラック（2017年7月1日、恵比寿・エコー劇場） - ゲスト出演・鮫洲 役
- 野良犬達のBALLAD（2017年10月12日 - 15日、築地ブディストホール） - 玖月（菊に盃）物集一葉 役
- 19871988（2017年12月10日、千本桜ホール） - ゲスト出演・沢井美優 役
- SOLO×SOLO 2（コント）（2018年9月21日 - 24日 ※24日はトークショー、ステージカフェ下北沢亭）
  - 女優「馬渡」- 馬渡倫子 役
  - ケーキ屋で迷う - 椎名ゆみ 役
  - キャンドル教室の女 - 柿本保奈美 役
- となりのホールスター（2019年3月8日 - 17日、サンモールスタジオ） - 伊藤杏奈 役
- 僕たちへ、ぬかるむ町（2019年7月24日 - 31日、下北沢 小劇場B1） - 物語の舞台「原精肉店」の末っ子 原三波 役

### テレビアニメ
2006年
- BLACK CAT（レイラ）

2007年
- GR-GIANT ROBO-（ヴィー）

2014年
- ポケットモンスター XY 特別編 最強メガシンカ 〜Act I〜（アヤカ）

2015年
- うしおととら（三上理恵子）
- コンクリート・レボルティオ〜超人幻想〜（クラウディア）
- 蒼穹のファフナー EXODUS（オルガ・カティーナ・ペトレンコ）

2016年
- 甲鉄城のカバネリ（信乃）
- コンクリート・レボルティオ〜超人幻想〜 THE LAST SONG（クラウディア）
- ポケットモンスター XY&Z（アヤカ）
- マクロスΔ（ベス・マスカット）

### 劇場アニメ
- 劇場版 鋼の錬金術師 シャンバラを征く者（2005年、ノーア）
- ポケモン・ザ・ムービー XY 破壊の繭とディアンシー（2014年、アヤカ）
- 映画 妖怪ウォッチ エンマ大王と5つの物語だニャン!（2015年、ナツミ）
- 劇場版マクロスΔ 激情のワルキューレ（2018年、ベス・マスカット）

### OVA
- 蒼穹のファフナー BEHIND THE LINE（2023年、オルガ・カティーナ・ベトレンコ[28]）

### ラジオ
- アニプレックスアワー ハガレン放送局（ラジオ大阪・文化放送） - 2005年7月度パーソナリティ
- Amitle'du weekend（2008年2月 - 2009年6月、TOKYO FM）
- 水原ゆきのみなラジオ(2019年7月12日、ShibuyaCross-FM） - ゲスト出演、出演舞台『僕たちへ、ぬかるむ町』の出演者と告知。
- ヘンケンLABO (2022年1月7日、Fm yokohama 84.7 ） - ゲスト出演
- ヘンケンLABO (2022年12月17日、Fm yokohama 84.7 ） - ゲスト出演

### バラエティ
- テレビでフランス語（2008年4月 - 9月・2009年10月 - 2010年3月、NHK教育テレビ）
- 地中海の青い宝石 魅惑のカルタゴ夢紀行 〜世界遺産・グルメ・エステを満喫〜（2009年10月24日、瀬戸内海放送）
- 痛快TVスカッとジャパン（2015年1月26日、フジテレビ）電車の中で酔っ払いに絡まれる女性 役
- 痛快TVスカッとジャパン（2015年4月20日、フジテレビ）「何でもマネする迷惑女」
- 痛快TVスカッとジャパン（2017年1月6日、フジテレビ）「新人をイビる上司」
- 痛快TVスカッとジャパン（2017年8月14日、フジテレビ）「ブライダル魔女エリカ」
- ハワイに恋して2 #16 - 19（2017年10月29日 - 11月19日、BS12 トゥエルビ）
- 痛快TVスカッとジャパン（2020年4月27日、フジテレビ）電車の中で酔っ払いに絡まれる女性 役
- 痛快TV スカッとジャパン（2022年2月28日、フジテレビ）「下衆男①彼女の仕事をバカにする彼氏」アイスを欲しがる女の子のお母さん 役
- 上田と女が吠える夜（2022年11月16日、日本テレビ）「彼氏ダンナが好きすぎる女が大集合」
- 千鳥かまいたちアワーSP（2023年4月1日、日本テレビ）「芸人の妻・疑問解決スペシャル」
- 千鳥かまいたちアワー（2023年4月1日、日本テレビ）「延長戦」
- 踊る!さんま御殿!!（2023年5月16日、日本テレビ）「有名人夫を転がす奥様SP」
- セーラー戦士 20年目の同窓会（2023年12月25日、CBCテレビ）[29]

### ミュージックビデオ
- カラーボトル 合鍵（2009年7月22日）[30]
- 小林太郎 骨伝導（2021年6月27日）[31]
- ちはるのすけ 横浜駅（2022年4月22日）[32]
- BOYS AND MEN 平松賢人 赤坂の赤い心（2022年11月15日）[33]
- ちはるのすけ 名古屋駅（2022年4月22日）[34]

### CM
- ジャストシステム 一太郎12（2002年）
- 東京ディズニーシー（2002年）
- 任天堂DSゲームソフト「DS楽引辞典」（2005年）
- 花王「ヘルシア緑茶 まろやか」（2007年）
- ダスキン・ミスタードーナツ「お口の中は 篇」（2007年12月 - ）※相武紗季と共演
- 洋服の青山「フレッシャーズスーツ」（2009年）
- ほっともっと 新しょうが焼き弁当（2010年2月8日 - ）※岩井七世と共演
- 佐藤製薬「ストナリニS」（2011年）
- ロート製薬「肌研」（2011年）
- JAバンク兵庫「わくわくキャンペーン」（2011年）
- Shop Japan「ワンダーコア　噂編」（2016年）
- DHC「新コラーゲン編」（2018年）
- 小林製薬「ケシミンクリーム」（2019年）
- ファッションセンターしまむら「素肌すずやかパンツ」（2021年）※WEB CM
- EP綜合「企業ブランドムービー」（2023年）WEB、トレインチャンネル（JR埼京線）、JR東日本「まど上チャンネル」（山手線の車両と横須賀線・総武線快速の一部車両）、サインボード（JR大宮駅構内 自由通路、JR東海 東海道本線 静岡駅、仙台市交通局 地下鉄 仙台駅）、TVCM（岡山・高松エリア（岡山放送・西日本放送））、日本経済新聞[35][36]。

## 出版

### 写真集
- みゅ（2002年10月1日、ワニブックス、撮影：若林広称）ISBN 4-8470-2734-5
- KISS（2004年11月30日、ワニマガジン社、撮影：安達尊）ISBN 4-89829-782-X
- 美優（2005年7月1日、彩文館出版、撮影：可児保彦）ISBN 4-7756-0083-4
- PRESENT-プレゾン-（2008年5月16日、ゴマブックス、撮影：中山雅文）ISBN 4-7771-0942-9
- ひととき（2013年1月27日、ワニブックス、撮影：佐藤裕之）ISBN 4-8470-4522-X

### ビデオ / DVD
- Me（2002年8月21日、ポニーキャニオン）
- You（2002年8月21日、ポニーキャニオン）
- KISS（2004年12月10日、マーレ）
- South Wind（2005年4月1日、エアーポート）
- Perfect Collection（2005年7月22日、ローランズ・フィルム）
- me→you（2005年11月22日、ジーオーティー）
- Snow White（2006年2月20日、ラインコミュニケーションズ）
- Fresh:Re:Fresh（2006年12月20日、トラフィックジャパン）
- 沢井流（2008年6月20日、フォーサイド・ドット・コム）

### デジタル写真+ムービー作品集
- COLORS〜3人の沢井美優〜（2011年5月15日、ファンプラス・GザテレビジョンPLUS配信）

## アート
- BonD vol1「BLOOM」(2021年4月29日～5月5日）DAIKANYAMA GARAGEで開催された展示会にmee.名義で絵画を2点出展した。（「いつもそばに」、「みつめて」）
- BonD vol2「BLOOM」(2021年6月14日～6月20日）DAIKANYAMA GARAGEで開催された展示会にmee.名義で絵画を2点出展した。（「みあげて」、「ワスレナイ」）
- BonD vol3「Waiting for the sun」(2021年7月8日～7月11日）DAIKANYAMA GARAGEで開催された展示会にmee.名義で絵画を2点出展した。（「朱夏」、「ひらひら」）
- BonD vol4「ENNICHI」(2021年8月11日～8月15日）DAIKANYAMA GARAGEで開催された展示会にmee.名義で絵画を3点出展した。（「縁日」、「水風船」、「朱夏」）
- BonD vol8「For You」(2021年12月23日～12月26日）DAIKANYAMA GARAGEで開催された展示会にmee.名義で絵画を3点出展した。（「for you」、「holy night」、「ワスレナイ」）
- BonD vol10「ENNICHI」(2022年8月20日～8月21日）DAIKANYAMA GARAGEで開催された展示会に沢井美優名義で絵画を3点出展した。（「ひんやり」、「ワスレナイ」、「朱夏」）